# 青瓦台NSC危機管理センター
青瓦台NSC危機管理センター (朝: 국가위기관리센터 상황실) は、大韓民国の青瓦台の地下にある施設である。地下室に会議室と情報管理センター機能を備える。2003年、盧武鉉政権が作成したNSCが管理する。

## 構成
議長である大統領と、国務総理、外交通商部長官、統一部長官、国防部長官、国家情報院長、行政安全部長官、大統領室長及び大統領室の外交安全を担当する首席秘書官で構成される。

## 參照
- 国家安保室 (대한민국 국가안보실) 
  - 韓国国家危機管理センタ (국가위기관리센터)